# Ангрен (футбольний клуб)
Футбольний Клуб «Ангрен» (Ангрен) або просто «Ангрен» (узб. «Angren» futbol klubi) — професіональний узбецький футбольний клуб з міста Ангрен, в Ташкентській області.

## Колишні назви
- 1985—1990: «Шахтар» (Ангрен)
- 1991—1996: «Кончі» (Ангрен)
- 1997—2001: «Семург» (Ангрен)
- 2002—...: ФК «Ангрен»

## Історія
Футбольний клуб «Шахтар» було засновано в місті Ангрен в 1985 році, і представляв місцеві буровугільні шахти. У 1986 році команда дебютувала у 7-й зоні Другої ліги Чемпіонату СРСР. У 1987 році він зайняв останнє 19-те місце і вибув до аматорських турнірів. У 1990 році, після реорганізації футбольних ліг в СРСР, клуб був переведений до 9-ї зоні Другої нижньої ліги Чемпіонату СРСР. У 1991 році клуб змінив свою назву на «Кончі» (Ангрен).
У 1997 році клуб змінив назву на «Семург» (Ангрен) і дебютував у Другій лізі Узбекистану. У 1998 році клуб посів перше місце в фіналі і виграв просування до Першої ліги. У 1999 році у своєму дебютному сезоні посідає перше місце в лізі та виходить до Вищої ліги Узбекистану. У 2001 році він зайняв останнє 18-те місце і вибув до Першої ліги. З 2002 року клуб виступає під назвою ФК «Ангрен». У 2003 році він закінчив чемпіонат на передостанньому 14-му місці і вибув до Другої ліги.

## Досягнення
- Чемпіонат Узбекистану
  - 12-те місце: 2000

- Перша ліга Узбекистану
  -  Чемпіон (1): 1999

- Друга ліга Узбекистану
  -  Чемпіон (1): 1998

- Кубок Узбекистану:
  - 1/4 фіналу: 1999/00

## Відомі гравці
- Аслиддін Хабібуллаєв
- Іслам Інамов
- Анвар Норкулов
- Ельдар Казимов
- Рустам Курбанбаєв
- Ільяс Курбанов
- Нематулла Куттибаєв
- Шавкат Раїмкулов
- Фахритдін Шаріпов
- Батир Султанов
- / Олександр Волков

## Відомі тренери
...
- 1987:  Зафар Расулов

...
- 01.1990–06.1990:  Борис Лавров
- 07.1990–06.1991:  Б. Зейтулаєв
- 07.1991–12.1991:  В. Витрал

...
- 1999:  Рафаел Фабарісов

...